# St.-Anna-Kapelle (Zürich)

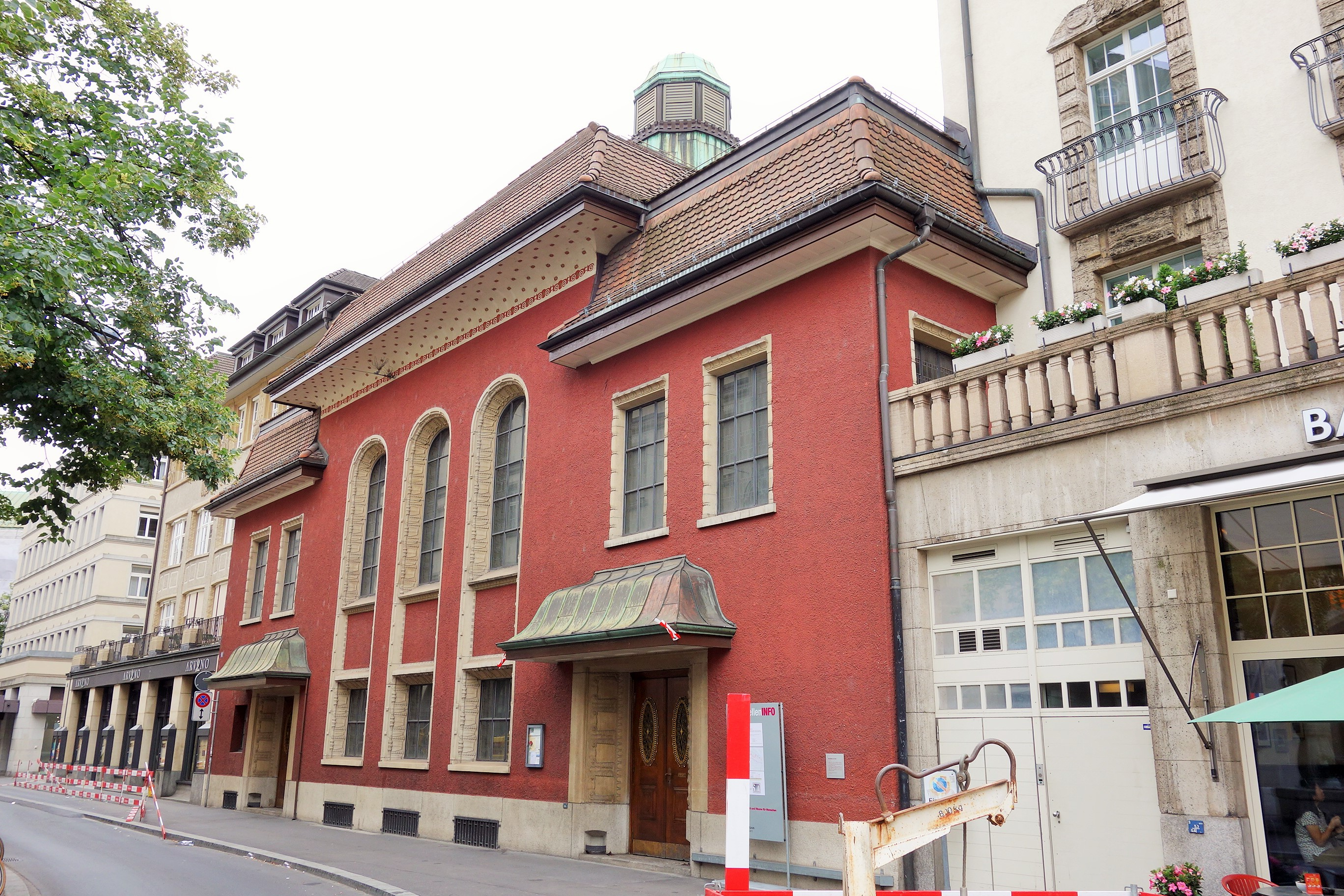
St.-Anna-Kapelle

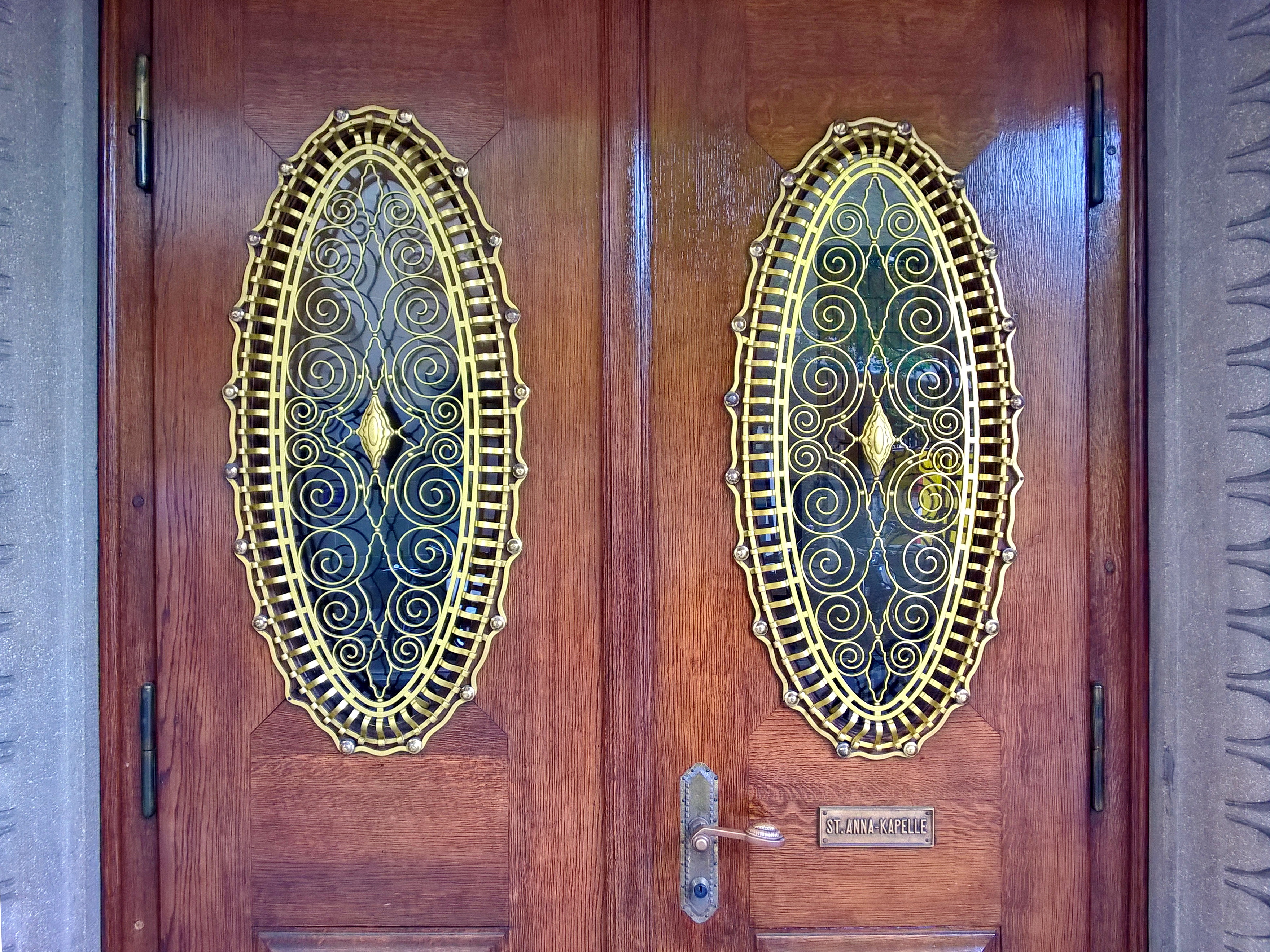
Eingang zur Kapelle

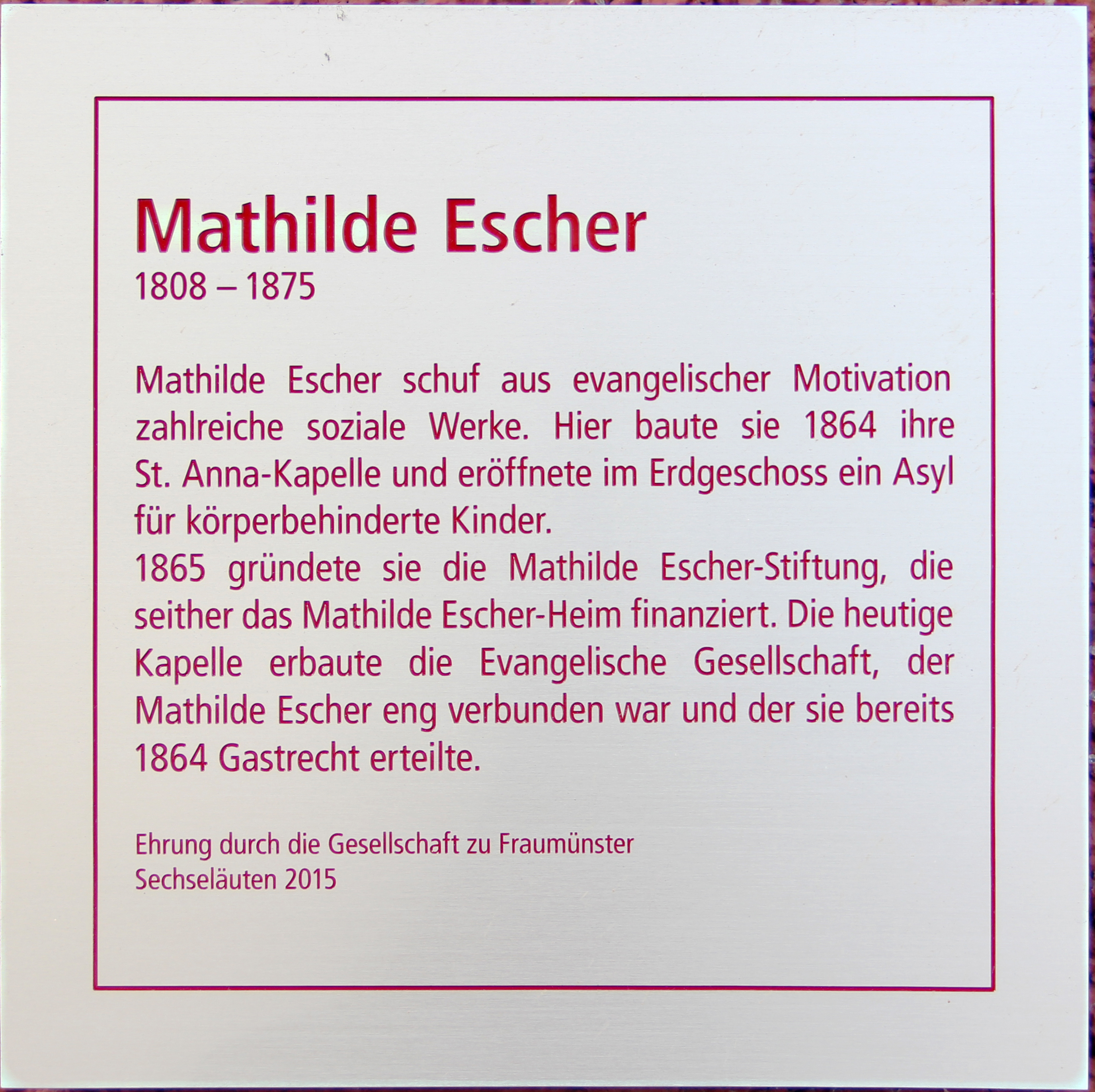
Gedenktafel der Gesellschaft zu Fraumünster in Memoria Mathilde Escher

Die St.-Anna-Kapelle ist eine Kapelle in der St. Annagasse 11 in Zürich. Sie steht auf dem historischen Standort der ehemaligen Glockengiesserei Füssli.

## Geschichte
Mathilde Escher liess 1864 in Zürich an der St. Annagasse, auf dem Areal des «Glockenhofs» in der Nähe der Bahnhofstrasse, eine grosse Kapelle erbauen. Im Erdgeschoss richtete sie das «St.-Anna-Asyl» ein, für Mädchen mit körperlichen Einschränkungen aus mittellosen Familien. Das Grundstück hatte Mathilde Escher von ihrem Vater Hans Caspar Escher geerbt, dem Gründer der Maschinenfabrik Escher Wyss AG. Dieser hatte es der Glockengiesser-Familie Füssli abgekauft. Die Giesserei war schwindender Nachfrage wegen geschlossen worden.
Mathilde Escher war karitativ und «bildungsdiakonisch» engagiert. 1910 zog die Mathilde-Escher-Stiftung in den Balgrist. Die Kapelle wurde durch einen Neubau ersetzt. In diesem feiert die zur Evangelischen Gesellschaft Zürich gehörende St. Annagemeinde bis heute ihren Sonntagsgottesdienst.
Beim Aushub für die heutige St.-Anna-Kapelle stiess man auf grosse Blöcke von blauem Alpenkalkstein, die einst der Linthgletscher hergetragen hatte. Die 1910 eingebaute Goll-Orgel ist im Originalzustand erhalten.
Heute wird das Haus durch ein Team der Evangelischen Gesellschaft Zürich belebt: äusserlich durch eine im August 2018 abgeschlossene Feinsanierung, inhaltlich durch Aktivitäten des gesellschaftskritischen «St.-Anna-Forums», das sich insbesondere auch Frauenthemen annimmt.

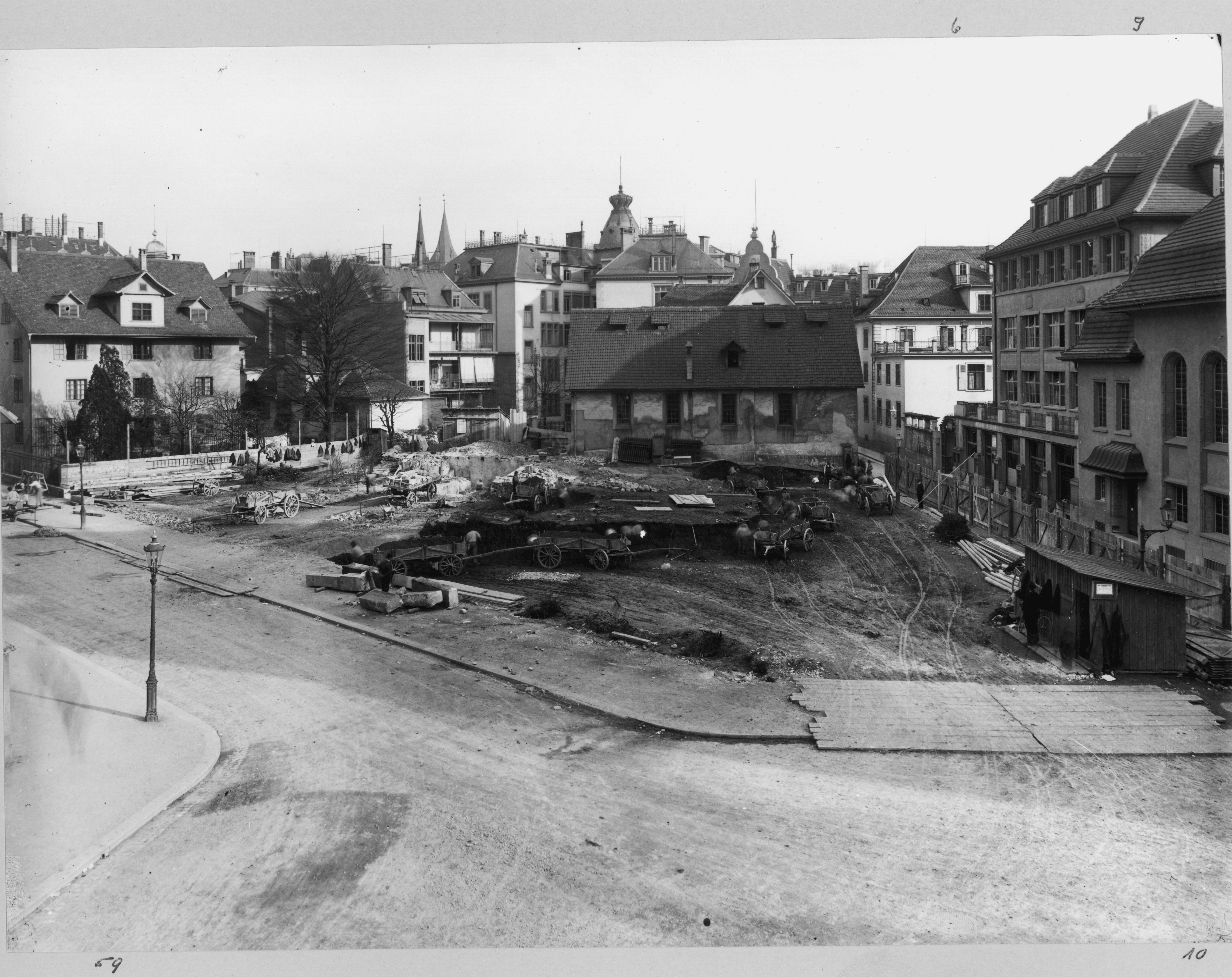
Erste St. Anna-Kapelle: 1385 erstmals erwähnt, 1912 abgetragen. Der 1566 wegen der Pest nördlich der Kapelle angelegte Friedhof wurde 1840 aufgehoben.
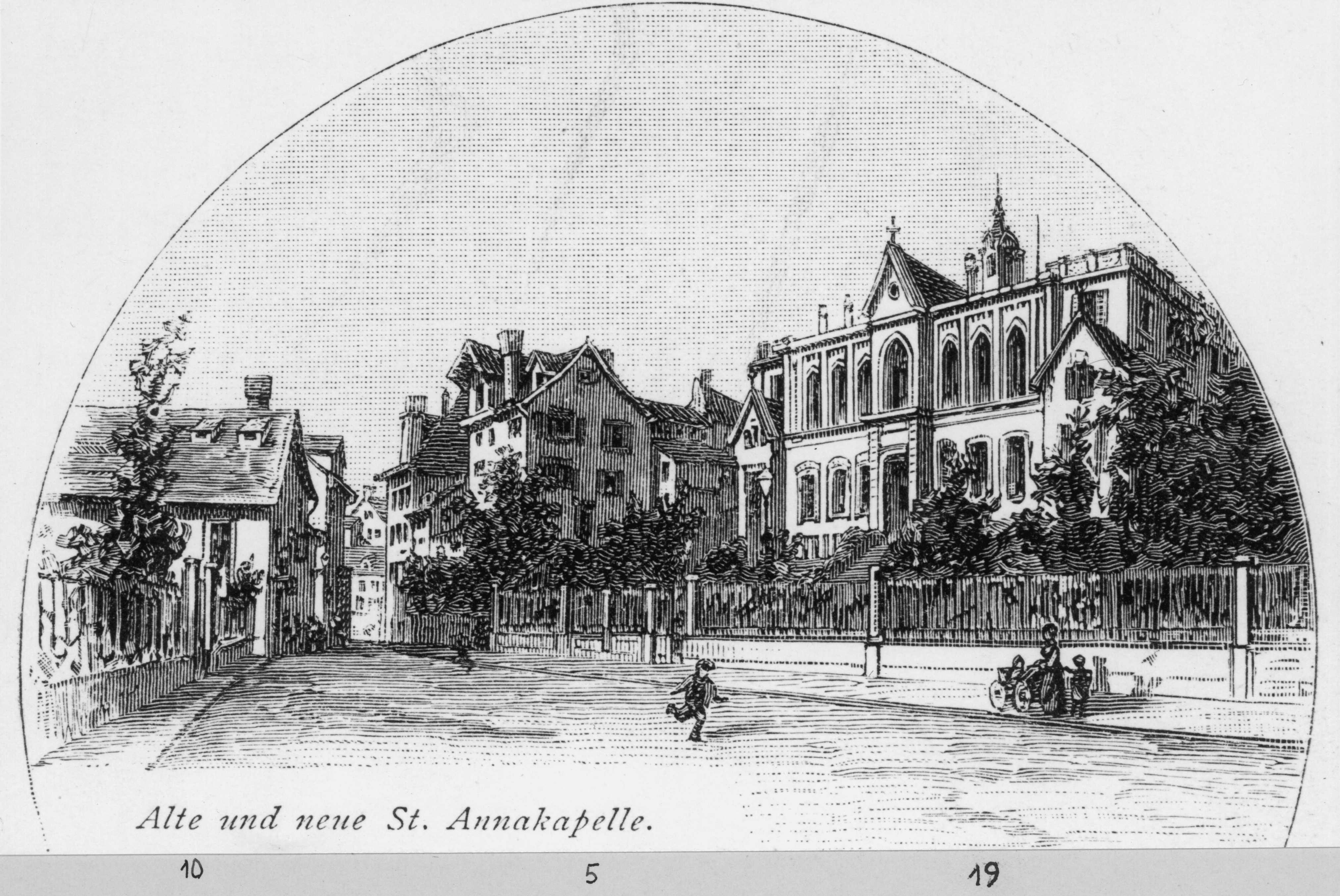
Erste und zweite Annakapelle, 1887
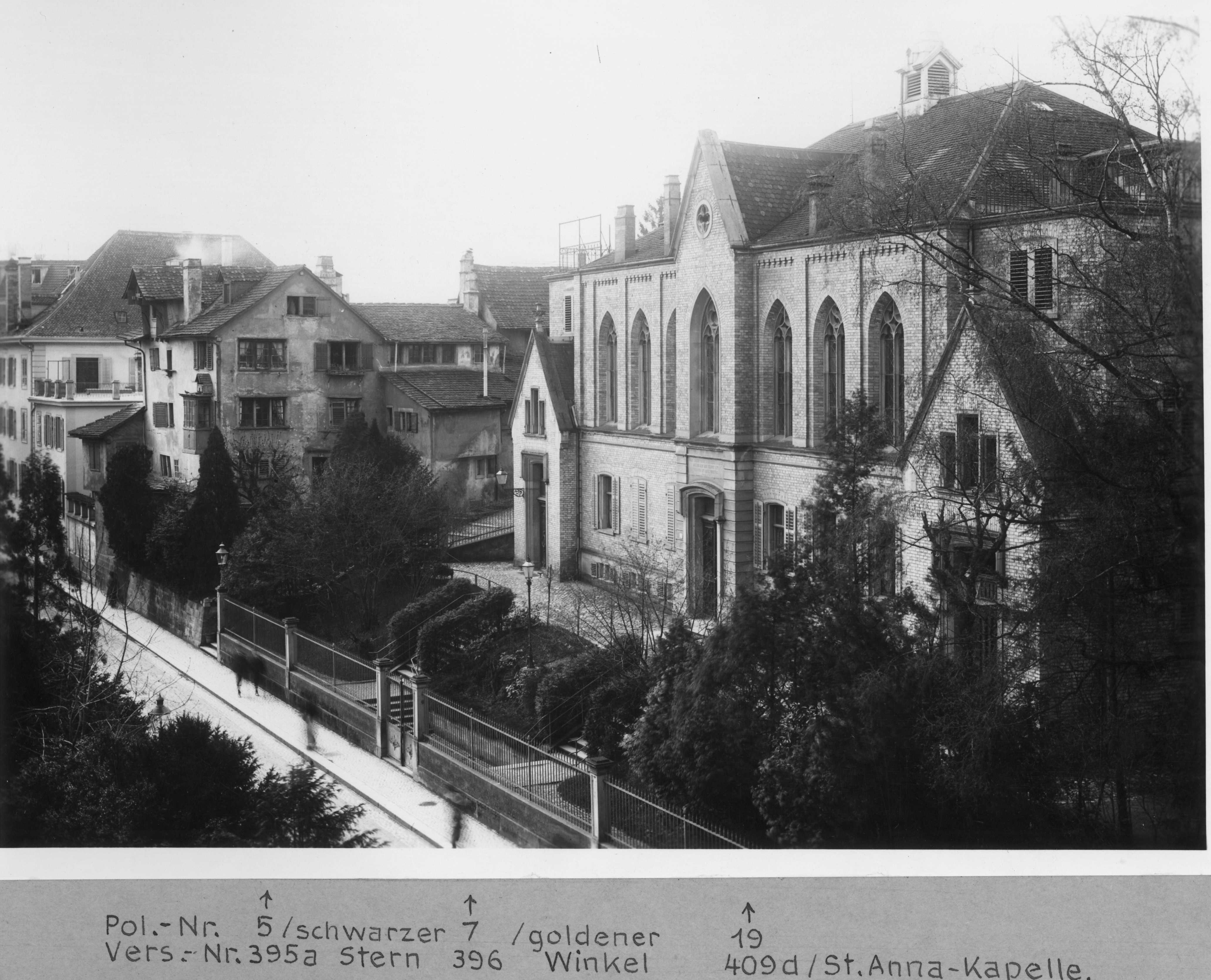
Zweite Annakapelle, 1908
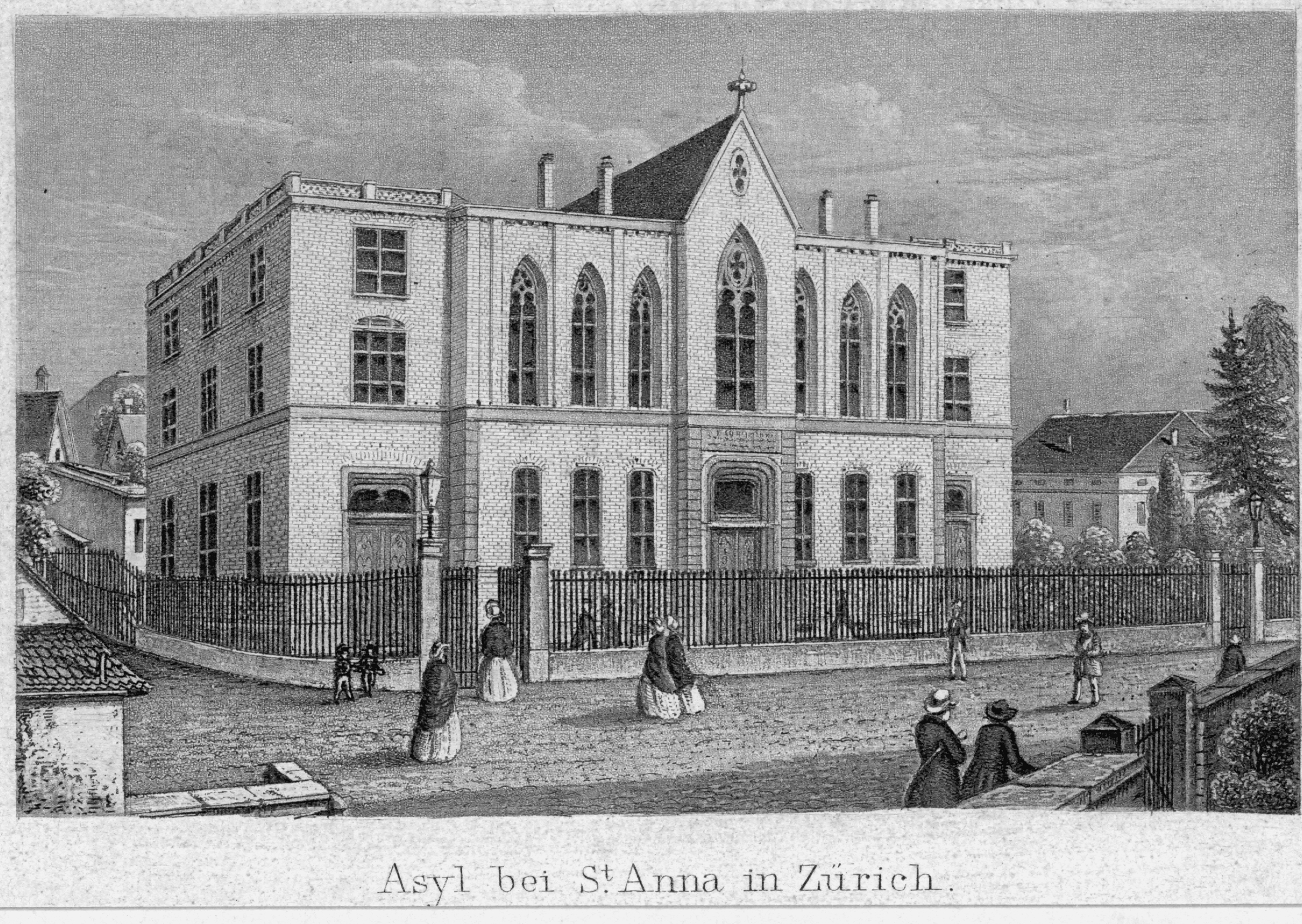
St. Annakapelle: 1848 wurde die von Mathilde Escher gebaute zweite St. Anna-Kapelle eingeweiht. Im Erdgeschoss befand sich ein Waisenhaus. Die Kapelle war im Obergeschoss. Abbruchjahr 1909.

## Glocken

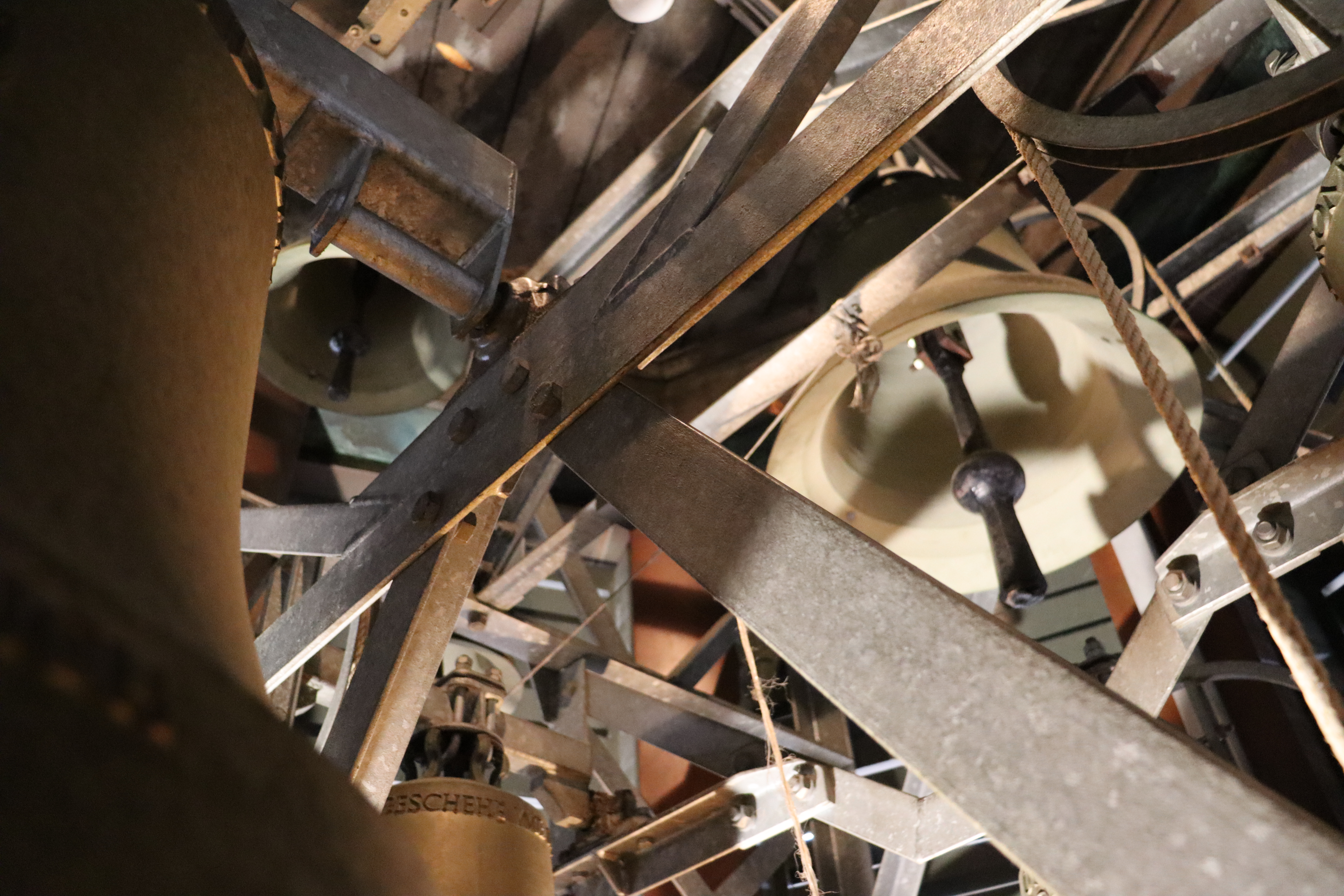
Glocken

Das achtstimmige Zimbelgeläut im Dachreiter wird durch die Hand von jungen Glöcknerinnen und Glöcknern zum Klingen gebracht. Die Glocken wurden 1991 in der Glockengiesserei H. Rüetschi in Aarau im Tonfolge es2 – ges2 – as2 – b2 – c3 – des3 – es3 – f3 gegossen. Zwei kleine Schlagglocken im Tonfolge g3 – as3 sind für ein Carillon benutzt, acht Glocken sind für schwingendes Läuten benutzt. Die Glocke 3 ist elektrisch läutbar.
| Glocke | Schlagton | Inschrift                                                                     | Gewicht |
| ------ | --------- | ----------------------------------------------------------------------------- | ------- |
| 1      | es2       | Jesus Christus, gestern, heute und in Ewigkeit.                               | 209 kg  |
| 2      | ges2      | Denn dein ist das Reich und die Kraft und die Herrlichkeit in Ewigkeit. Amen. | 144 kg  |
| 3      | as2       | Und führe uns nicht in Versuchung, sondern erlöse uns von dem Bösen           | 100 kg  |
| 4      | b2        | Und vergib uns unsere Schuld wie auch wir vergeben unsere Schuldigern         | 88 kg   |
| 5      | c3        | Unser tägliches Brot gib uns heute                                            | 62 kg   |
| 6      | des3      | Dein Wille geschehe wie im Himmel, so auf Erden                               | 52 kg   |
| 7      | es3       | Dein Reich komme                                                              | 38 kg   |
| 8      | f3        | Unser Vater, der du bist im Himmel, geheiligt werde dein Name                 | 36 kg   |